# Hemianemia rutifolia
Hemianemia rutifolia là một loài dương xỉ trong họ Anemiaceae. Loài này được Mart. C.F. Reed mô tả khoa học đầu tiên năm 1948.